# Спортинг Канзас Сити
Спортинг Канзас Сити е американски футболен отбор от гр. Канзас Сити, щат Канзас, основан през 1995 г.
Клубът е сред основателите на MLS. В 1-вия си сезон отборът играе под името „Канзас Сити Уиз“.

## Известни играчи
По голяма част от кариерата си в тима прекарва и сегашният треньор на ФК Торонто Предраг Радосавлевич - Преки, който е вечен рекордьор на лигата по системата „гол + пас“.
- Клаудио Лопес

## Успехи

### Вътрешни
- Купа на МЛС:
  - Спечелил (1): 2000
  - Второ място (вицешампион) (1): 2004
- МЛС – суперкупа:
  - Спечелил (1): 2000
  - Второ място (вицешампион) (2): 1997, 2004
- Отворено първенство на САЩ:
  - Спечелил (1): 2004

### Малки трофеи
- МЛС резерви:
  - Вицешампион (2): 2006, 2008

### Интернационални участия
- Copa Merconorte
  - 3rd place in Group C: 2001
- КОНКАКАФ Шампионска лига
- 2001
  - Първи рунд срещу  Уилямс Конекшънс – 1:0, 2:0 (Уизърдс се класира с 3:0 общ резултат)
  - Четвъртфинал срещу  Сантос Лагуна – 1:2, 2:0 (Уизърдс се класира с 3:2 общ резултат)
  - Полуфинал срещу  Монаркас Морелия – 1:6, 1:1 (Морелия елиминира Уизърдс със 7:2 общ резултат в двата мача)
- 2005
  - Първи рунд срещу  Депортиво Саприсаа – 0:0, 0:0 (2:1сл. пр.) (Саприса се класира след 2:1 след след продължения)
- Северноамериканска суперлига
  - 4-то място в Група B